# لنگنفلد
لنگنفلد (به آلمانی: Längenfeld) یک منطقهٔ مسکونی در اتریش است که در ناحیه ایمست واقع شده‌است. لنگنفلد ۱۹۵٫۸ کیلومتر مربع مساحت دارد ۱٬۱۷۹ متر بالاتر از سطح دریا واقع شده‌است.